# Exoprosopa aztec
Exoprosopa aztec är en tvåvingeart som beskrevs av Joseph Hannum Painter 1969. Exoprosopa aztec ingår i släktet Exoprosopa och familjen svävflugor. Inga underarter finns listade i Catalogue of Life.